# 은하년
은하년(galactic year or cosmic year)은 우리 은하를 태양계가 한번 공전하는데 걸리는 시간이다. 약 2억 2,500만년으로 예측하고 있다. 미국 항공우주국(나사, NASA)에 따르면, 태양계가 828,000km/h(230km/s)정도의 평균 속도로 은하의 중심을 공전하는데, 빛의 속도는 이 속도의 약 1,304배다. 만약 제트 항공기가 이 속도로 이동할 수 있다면, 2분 54초면 전 세계를 돌아볼 수 있다. 

## 같이 보기
- 지질 시대